# Cesár Sampson
Cesár Sampson (Linz, 18 augustus 1983) is een Oostenrijks zanger.

## Biografie
Sampson bouwde aanvankelijk een carrière uit als producer, met name met het producercollectief Symphonics International. Als achtergrondzanger was hij onderdeel van de Bulgaarse bijdragen op het Eurovisiesongfestival 2016 en 2017. Eind 2017 werd hij door de ORF intern geselecteerd om Oostenrijk te vertegenwoordigen op het Eurovisiesongfestival 2018, dat op 12 mei werd gehouden in de Portugese hoofdstad Lissabon. Hij bereikte de derde plaats met het nummer Nobody but you. Bij de vakjury's haalde hij de eerste plaats, maar bij de televoters scoorde hij minder.
1957: Bob Martin · 
1958: Liane Augustin · 
1959: Ferry Graf · 
1960: Harry Winter · 
1961: Jimmy Makulis · 
1962: Eleonore Schwarz · 
1963: Carmela Corren · 
1964: Udo Jürgens · 
1965: Udo Jürgens · 
1966: Udo Jürgens · 
1967: Peter Horton · 
1968: Karel Gott · 
1971: Marianne Mendt · 
1972: Milestones · 
1976: Waterloo & Robinson · 
1977: Schmetterlinge · 
1978: Springtime · 
1979: Christina Simon · 
1980: Blue Danube · 
1981: Marty Brem · 
1982: Mess · 
1983: Westend · 
1984: Anita · 
1985: Gary Lux · 
1986: Timna Brauer · 
1987: Gary Lux · 
1988: Wilfried · 
1989: Thomas Forstner · 
1990: Simone · 
1991: Thomas Forstner · 
1992: Tony Wegas · 
1993: Tony Wegas · 
1994: Petra Frey · 
1995: Stella Jones · 
1996: George Nussbaumer · 
1997: Bettina Soriat · 
1999: Bobbie Singer · 
2000: The Rounder Girls · 
2002: Manuel Ortega · 
2003: Alf Poier · 
2004: Tie Break · 
2005: Global Kryner · 
2007: Eric Papilaya · 
2011: Nadine Beiler · 
2012: Trackshittaz · 
2013: Natália Kelly · 
2014: Conchita Wurst · 
2015: The Makemakes · 
2016: Zoë · 
2017: Nathan Trent · 
2018: Cesár Sampson · 
2019: PÆNDA · 
2021: Vincent Bueno · 
2022: LUM!X feat. Pia Maria · 
2023: Teya & Salena · 
2024: Kaleen · 
2025: JJ
- Gemeinsame Normdatei: 1160133344
- International Standard Name Identifier: 0000 0004 6569 6547
- MusicBrainz: 679c7d2d-ad14-4b5d-958c-a63d3df0334f
- Virtual International Authority File: 232152821990301040000